# 헌법 및 정부조직법 기초위원회
헌법 및 정부조직법 기초위원회는 1948년 6월 2일부터 7월 20일까지 존재하며 2개월간 제헌국회에서 선출된 국회의원 및 민간인으로 구성되어 대한민국 헌법과 정부조직법을 수립하였다.

## 심의경과
1948년 5월 31일 의장 부의장을 선출할 때 의장에 이승만, 부의장에 신익희, 김동원을 선출했다.
1948년 6월 1일 제2차 본회의 에서는 헌법 및 정부조직법 기초위원회 기초위원을 선출하기 위한 전형위원(각 도별 1명) 10명을 선출하였다.

이윤영/서울  신익희/경기
유홍렬/충북  이종린/충남
윤석구/전북  김장열/전남
서상일/경북  허정/경남
최규옥/강원  오용국/제주

10명의 선출의원은 6월 2일 제3차 본회의 '헌법등기초위원선임보고의건'에서 30명의 기초위원을 선출하였고 3일에는 전문위원으로 유진오, 노진설, 고병국, 권승렬, 한근조, 임문항, 차윤홍, 윤길중, 김용근, 노용호 등 10명을 위촉하였다.

- 위 원 장: 서상일
- 부위원장: 이윤영

- 기초위원 30인

유성갑 윤석구 최규옥 김옥주 신현돈 김경배
김준연 백관수 이종린 오석주 오용국 이훈구
조헌영 구중회 조봉암 김익기 박해극 정도영
유홍열 이강우 홍익표 연병호 서성달 허정
이효석 이청천 김상덕 김병회
- 전문위원 10인

유진오 권승열 노용호 윤길중 고병국 한근조
차윤홍 임문환 노진설 김용근

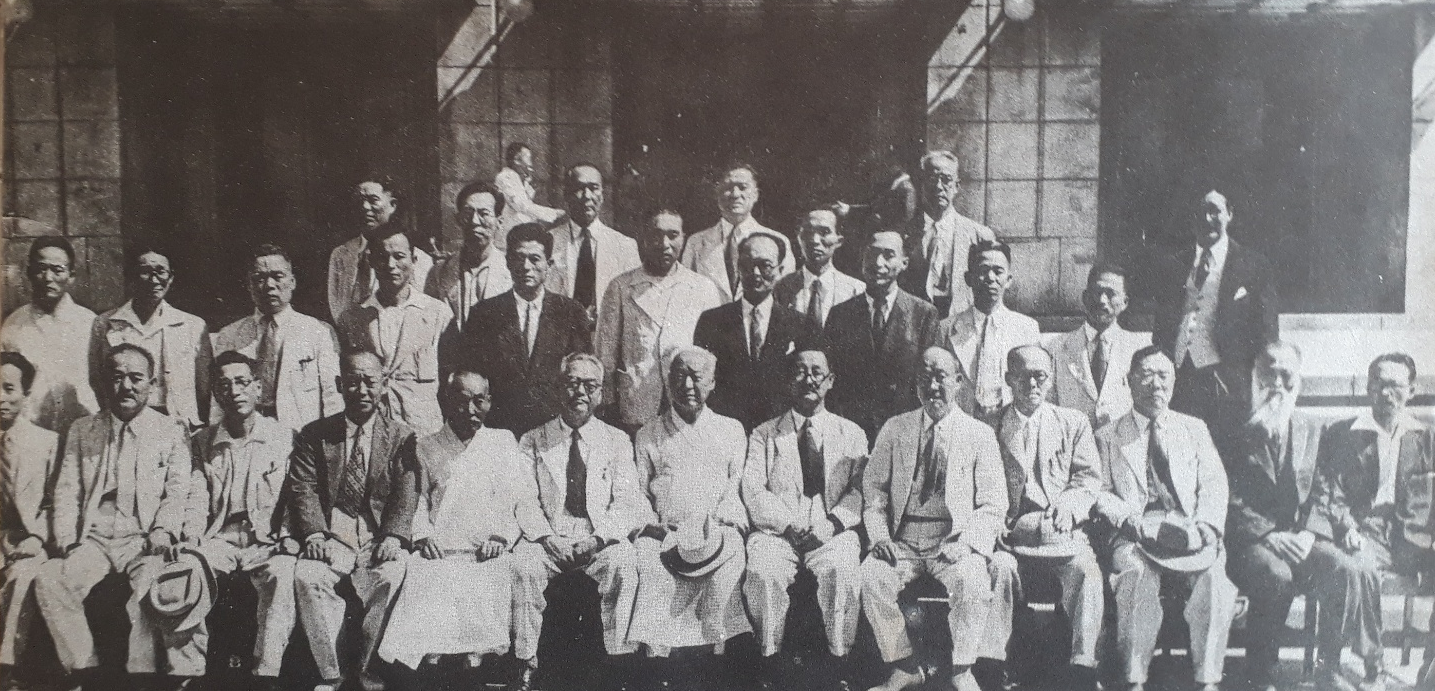
1948년 7월 17일, 헌법기초위원회 위원들과. 정중앙이 이승만, 그의 바로 왼편이 국회부의장 신익희, 오른편 두번째가 이윤영 목사.

6월 4일부터 중앙청 홀에서 열린 기초위원회는 유진오 전문위원이 입안한 초안(내각책임제, 양원제, 3권분립)을 기초로 하고, 법전편찬위원회(위원장 김병로)가 작성하여 제출한 헌법초안, 임시정부헌장, 민주의원에서 제정한 임시헌장, 입법 약헌 등과 구미 각국의 헌법을 참고안으로 하여 기초에 착수하고 유진오 안을 본안으로 권승렬 안을 참고안으로 삼을 것을 결정하였다.
권승렬안은 상하양원제, 내각책임제, 농지개혁, 중요기업의 국영화를 4대 기본원칙으로 하는 법은 본안인 유진오안과 대동소이하였다. 그 뒤 인촌 김성수의 위촉으로 헌법초안을 다시 연구 검토하고 있을 때 최영하 차윤홍 등 행정연구회원들의 협조를 받기도 했다. 행정연구회는 신익희가 조직한 행정연구단체였다. 기초위원회는 내각책임제로 헌법을 수립하려 하였으나 이승만은 대통령중심제로 수정하려 하여 갈등을 빚었다.
6월 4일부터 번의에 들어갔는데 국호에 관련된 초안에는 한국으로 되어 있던 것이 뒤로 밀려나고 대한, 고려, 조선의 3안이 나와 격론을 벌이다가 대한으로 결정되었다. 권력조직에 있어서는 대통령중심제와 내각책임제의 양론이 격론을 벌였으나 대세는 원안대로 내각책임제로 기울어졌는데 6월 15일에는 이승만이 기초위원회에 직접 출석하여 대통령중심제를 역설하였고 20일에는 위원들을 자신의 이화장에 초청하여 토론을 하였다. 그러나 위원회는 내각책임제안을 그대로 밀고 나가서 6월 29일에는 제2독회를 마침으로서 초안발의를 사실상 끝맺고 21일 본회의에 상정하기로 하였다.
이승만이 강경하게 나올 줄 몰랐던 기초위원회는 유진오, 윤길중, 허정을 이화장에 파견하여 이승만을 설득토록 하였다. 그들을 맞은 이승만은 세 사람의 설득을 수긍하는 듯 하여 자신들의 설득이 효과를 나타낸 것으로 알고 돌아왔다.
그러나 이승만은 한민당의 당수였던 김성수를 불러 이름뿐인 대통령은 할 수 없다며 거절하였다.
이승만은 내각책임제를 강행한다면 자기는 미국으로 돌아가거나 민간에 남아서 국민운동을 하겠다고 되풀이했다. 내각책임제를 하면 한민당의 세상이 된다고 본 비한민당계 의원들의 반발도 있었다. 초안은 하룻밤 새 내각책임제에서 대통령중심제로 바뀌고 말았다.
이승만의 주장을 받아들이자는 김성수의 설득으로 내각책임제의 헌법초안은 대통령책임제로 바뀌었고 6월 23일 본회의에 상정되었다.
헌법초안은 6월 23일 본회의에 상정되었고 7월 12일 국회를 통과하여 7월 17일 공포를 보게 되었다.
7월 20일 정부통령선거제를 실시하여 196명 중 이승만을 180표로 부통령에 이시영을 2차 133표로 당선시켰다.

## 같이 보기
- 대한민국 제헌국회
- 대한민국 제헌헌법